# Vila Marim (Vila Real)
Vila Marim es una freguesia portuguesa del concelho de Vila Real, con 23,21 km² de superficie y 1.690 habitantes (2001). Su densidad de población es de 72,8 hab/km².

## Galería

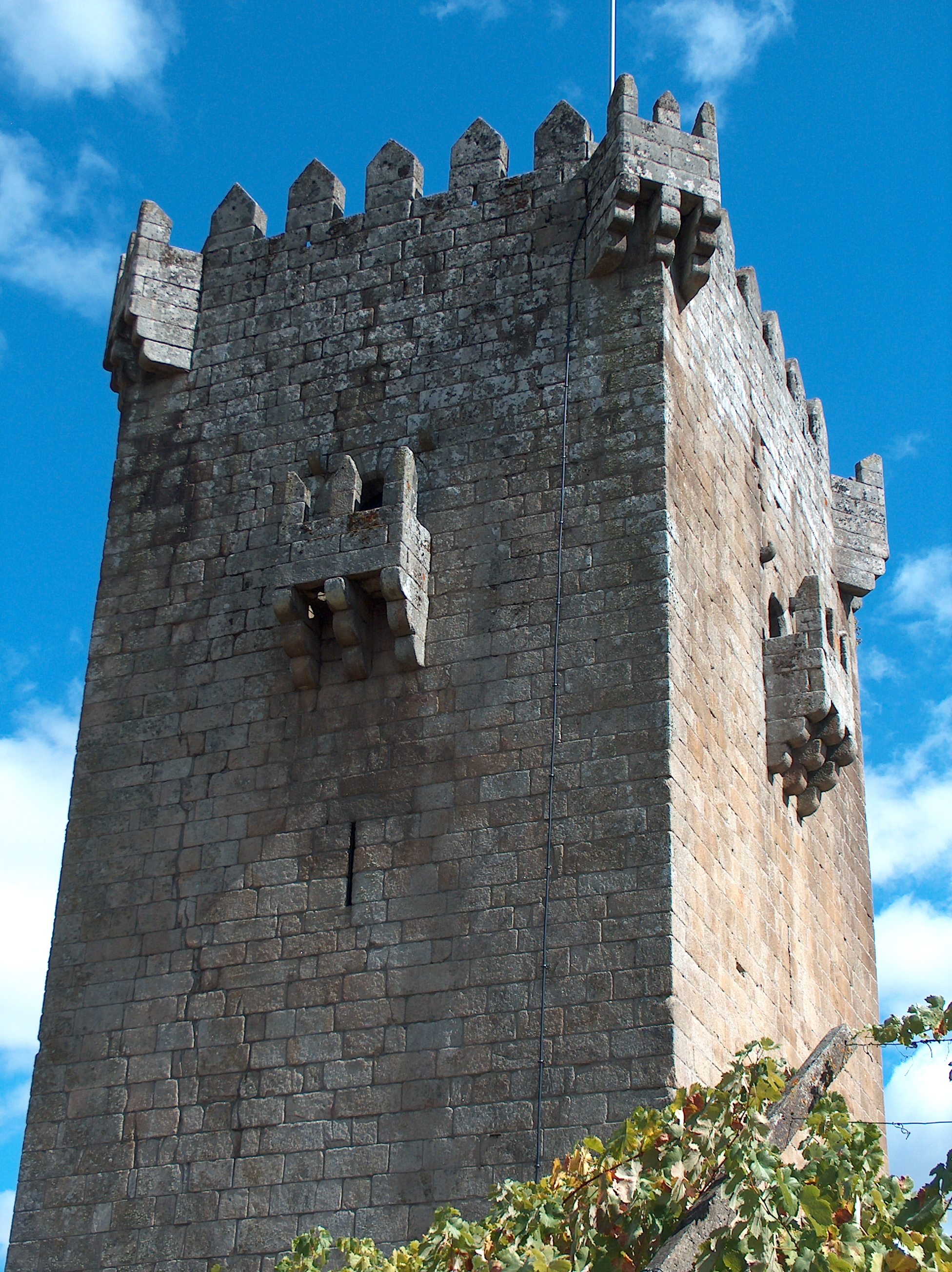
Torre de Quintela